# Molnár Mariann (színművész)
Molnár Mariann (Debrecen, 1983. február 19. –) magyar színésznő. 

## Életpályája
2001–2005 között a Színház- és Filmművészeti Egyetem hallgatója volt. Játszott a tatabányai Jászai Mari Színház mellett több színházban is.

## Fontosabb színházi szerepei
- Ray Cooney: Család ellen nincs orvosság (Főnővér)
- Molnár Ferenc: Liliom (Mari)
- Tasnádi István-Moldvai Márk-Jeli András: Rovarok (Parazita)
- Shakespeare: Ahogy nektek tetszik (Phoebe)
- Németh Ákos: Vörös bál (Juli)
- Bertold Brecht: A szecsuáni jólélek (Sógornő)
- Rózsa és Ibolya (Arany János meséje nyomán írta Balla Zsófia) (Vasorrú)
- Peter Shaffer: Amadeus (Constanze)
- E.T.A.Hoffmann: Az arany virágcserép (Veronika)
- Egressy Zoltán: Fafeye, a tengerész (Paradicsom)
- Gabriel Garcia Marquez: Száz év magány (Rebeca)
- Henrik Ibsen: Peer Gynt (Solvejg)
- Mihail Bulgakov: A Mester és Margarita (Praszkovja Fjodorovna)
- Molnár Ferenc: A Pál utcai fiúk (Boka János)
- Ödön von Horvath: Kasimir és Karoline (Erna)
- Tasnádi István: Annuska (Móricz 2009) (Rebi nénje)
- Madách Imre: Az ember tragédiája (Hippia, Heléne, Cigányasszony)
- Hát akkor itt fogunk élni (Thornton Wilder: Mi kis városunk darabja nyomán) (Halász Mariann Mici)
- Shakespeare: Lear király (Goneril)
- Weöres Sándor: Psyché (Psyché)
- Moliére: Tartuffe (Elmira, Valér, Lojális úr)
- Tasnádi István: Tranzit (Winnerné)

## Filmes és televíziós szerepei
- A martfűi rém (2016)
- Ébrenjárók (2002)